# International Petroleum (2017)
International Petroleum Corp. är ett oljeföretag i Lundinsfären, som utvinner råolja. Det grundades i Kanada 2017 genom avknoppning från Lundin Petroleum AB. Lundin Petroleum avskiljde sina intressen i olja och gas i Malaysia, Frankrike och Nederländerna i ett separat bolag och delade ut företagets aktier till Lundin Petroleums aktieägare. International Petroleum Corp har därefter 2018 köpt olje- och gasfyndigheter i Alberta i Kanada.
I slutet av 2020 producerade företaget olja/gas i Kanada, Frankrike och Malaysia. Omsättningen var 2020 119 miljoner US dollar.
Företagets aktier handlas på Stockholmsbörsen och Torontobörsen. På Stockholmsbörsen började handel på First North 2017 och handel på huvudlistan 2018.

## Bakgrund
Adolf Lundin grundade på 1980 ett tidigare oljebolag med namnet International Petroleum Corporation, som bland annat utvann olja i Malaysia under 1990-talet. Det fusionerades 1997 med Sands Petroleum till Lundin Oil, som 2001 köptes av kanadensiska Talisman Energy. Familjen Lundin grundade därefter Lundin Petroleum (senare namnändrat till Lundin Energy), vilket 2017 bildade det nya International Petroleum Corp.